# ザ・狩人
『ザ・狩人』（ザ・ハンター）は、読売テレビで2011年4月29日から2013年9月27日まで金曜日26:33 - 27:03（JST）に放送されたバラエティ番組。

## 出演者
- 藤井隆
- 椿鬼奴
- バッファロー吾郎（木村明浩・竹若元博）
- 神田沙也加（2011年10月 -）

## 内容

### ザ・狩人 木金ドラマ〜ピアニッシモな僕等〜
2011年4月29日から同年6月10日まで全7回放送。ゲストアーティストの曲を主題歌としたトレンディドラマ風のオープニングの後、弱小レコード会社の社員である4人がノウハウを学ぶため実在のレコード会社を訪れる音楽情報ドラマ。後半はゲストアーティストとトークを行っていた。
出演者
- 藤井イブキ（ヘアメークアーティスト） - 藤井隆
- 椿マキ（プロデューサー） - 椿鬼奴
- 竹若ハヤテ（プロモーター） - 竹若元博
- 木村タケシ（A&R） - 木村明浩、水木ケイ（所属演歌歌手） - 水木ケイ、福田シンペイ（レコード会社社長） - 福田転球

### ザ・狩人 こちら地球情報局
2011年6月17日から2013年9月27日まで放送。センリセルシー星からやってきた宇宙人「パピパピファミリー」が、熱海を中心に地球の各地を訪れ、旬の情報をハントするというロケバラエティ。後半部分のゲストアーティストとのトークは別収録となり、4人がテレパシーで質問のみ行うという設定で2011年7月7日まで継続。
出演者
- パナップ - 藤井隆
- パピコ - 椿鬼奴
- ピノ - 竹若元博
- ピッカラ - 木村明浩
- カプリコ - 神田沙也加
- ビスコ - 人形

## スタッフ
- 演出：金城聖門
- ディレクター：鈴木康浩、小林ちひろ、堀家寛之、菅谷宏樹
- 構成：長谷川朝二、一文無隼人、小杉四駆郎、飯野友輔
- CAM：大林祐、中祖信也
- VE：園田清隆
- 音響効果：遠藤治朗
- 編集：佐藤知子
- MA：石黒裕二
- 美術：山本真平
- スタッフ協力：クロスブリード、ワイズビジョン
- 技術協力：mabu、アンサーズ、Ytv Nextry
- 宣伝：今村紀彦、飯田將博
- 制作デスク：山崎真央
- AP：坂川綾那、山本美沙恵
- 制作協力：吉本興業
- プロデューサー：田中雅博、平山勝雄、坂本勝彦、若生さとみ
- チーフプロデューサー：西田二郎
- 製作著作：ytv

### 過去のスタッフ
- ディレクター：有本匡徳
- CAM：岸賢俊、津田欣典、中村敦
- VE：安田すすむ
- 宣伝：関口彩香、横山英治
- プロデューサー：中島恭助、野中雅弘（よしもとクリエイティブ・エージェンシー）、西田治朋

## ネット局
- 読売テレビ（制作局）：毎週金曜 26:33 - 27:03[注 1]
- 日本テレビ：毎週木曜 26:13 - 26:43[注 2]